# Atarba (Atarba) varicornis
Atarba (Atarba) varicornis is een tweevleugelige uit de familie steltmuggen (Limoniidae). De soort komt voor in het Neotropisch gebied.